# Anton Sieberer
Anton Viktor Sieberer (Viena, 23 de desembre de 1901 - Viena, 11 de desembre de 1950) fou un filòleg austríac.

## Biografia
Fill d'un funcionari estatal, va estudiar noves filologies, llengües comparades i sànscrit a la Universitat de Viena entre 1921 i 1923. Es va doctorar a la Universitat de Leipzig el 1926, amb una tesi sobre el futur de les llengües indoeuropees. Retornat a la seva ciutat natal, aquell mateix any es va casar amb Emma Albert, pianista i compositora vienesa, tres anys més jove i que havia fet estudis universitaris als Estats Units. El lingüista va exercir de professor d'alemany, anglès i francès en diversos instituts de la ciutat, i a la mateixa ocupació es va dedicar la seva esposa.
A la tardor de 1927 el matrimoni va tenir el seu primer fill, Anton, i l'any 1928 van començar a impartir cursos a l'Institut Popular Urania, un centre que copiava la societat homònima berlinesa i pretenia apropar la ciència al públic amb les tècniques més avançades.
En començar la dècada dels anys trenta, Sieberer va començar a publicar articles a la premsa vienesa i a pronunciar algunes conferències sobre política francesa en centres diversos de la ciutat, entre els quals hi havia els de les joventuts de la Lliga socialista.
L'any 1936, el filòleg austríac va publicar el llibre Katalonien genen Kastilien (Catalunya contra Espanya), on parlava de les relacions entre Catalunya i l'Estat Espanyol, posant èmfasi en el sentiment catalanista. En aquest sentit, deia que el catalanisme es tractava del "sentiment del desig de llibertat ideal d'un poble que s'ha despertat, per al qual la seva ànima té més importància que el seu cos, que té als seus ulls com a guia valors immaterials: la seva llengua, la seva civilització, la seva història, el seu dret, la seva poesia". De fet, el mateix Vicens Vives va afirmar que aquesta era "la millor interpretació del moviment catalanista".
Va morir a Viena l'11 de desembre de 1950.

## Publicacions
- Der Katalanische Sprachenstreit (1936)
- Katalonien gegen Kastilien; zur innenpolitischen problematik Spaniens (1936)
- España frente a Cataluña (1944)
- American life and literature: an anthology (1949)
- Lautwandel und seine Triebkräfte ; eine Studie über den Zusammenhang von Lautänderungen (1958)